# Color Electronic Prepress System
Color Electronic Prepress System (CEPS) steht für eine Reihe von proprietären Computersystemen der Druckvorstufe, mit denen erstmals die Erfassung, Anzeige, Bearbeitung, Kombination, Speicherung und Ausgabe separierter digitaler „mehrfarbiger“ Bilddaten möglich war.

## Geschichte
1977 brachte die israelische Firma Scitex eines der ersten CEPSs namens Response 300 auf den Markt.
Weitere namhafte Hersteller folgten, wie z. B. Crosfield Electronics mit Magnascan (1978) und die Dr.-Ing. Rudolf Hell GmbH mit dem ChromaCom (1979).

## Datenformate
Die Abkürzung CEPS wird auch für die erzeugten Datenformate verwendet. Das Scitex-System speichert die pixelbasierten Bilddaten als CT/LW: eine Bilddatei für Halbtonelemente (continuous tone, CT) mit 8-bit Farbtiefe und eine monochrome (1-bit Farbtiefe), lauflängenkodierte Datei für Strichelemente (line work, LW).